# Lijiapingxiang (ort i Kina, Hunan Sheng, lat 25,65, long 111,65)
Lijiapingxiang (kinesiska: 理家坪乡) är en ort i Kina. Den ligger i provinsen Hunan, i den södra delen av landet, omkring 310 kilometer sydväst om provinshuvudstaden Changsha. Antalet invånare är 13 900. Befolkningen består av 6 477 kvinnor och 7 423 män. Barn under 15 år utgör 22,0 %, vuxna 15-64 år 68 %, och äldre över 65 år 9,0 %.
Runt Lijiapingxiang är det tätbefolkat, med 257 invånare per kvadratkilometer. Närmaste större samhälle är Daojiang, 15,0 km sydväst om Lijiapingxiang. I omgivningarna runt Lijiapingxiang växer huvudsakligen savannskog.
Genomsnittlig årsnederbörd är 1 966 millimeter. Den regnigaste månaden är april, med i genomsnitt 291 mm nederbörd, och den torraste är oktober, med 41 mm nederbörd.